# Pachnoda vossi
Pachnoda vossi är en skalbaggsart som beskrevs av Hermann Julius Kolbe 1892. Pachnoda vossi ingår i släktet Pachnoda och familjen Cetoniidae. Utöver nominatformen finns också underarten P. v. hyalina.